# Diamesa cranstoni
Diamesa cranstoni är en tvåvingeart som beskrevs av Willassen 1988. Diamesa cranstoni ingår i släktet Diamesa och familjen fjädermyggor. Inga underarter finns listade i Catalogue of Life.